# جشنواره بین‌المللی جاز باکو

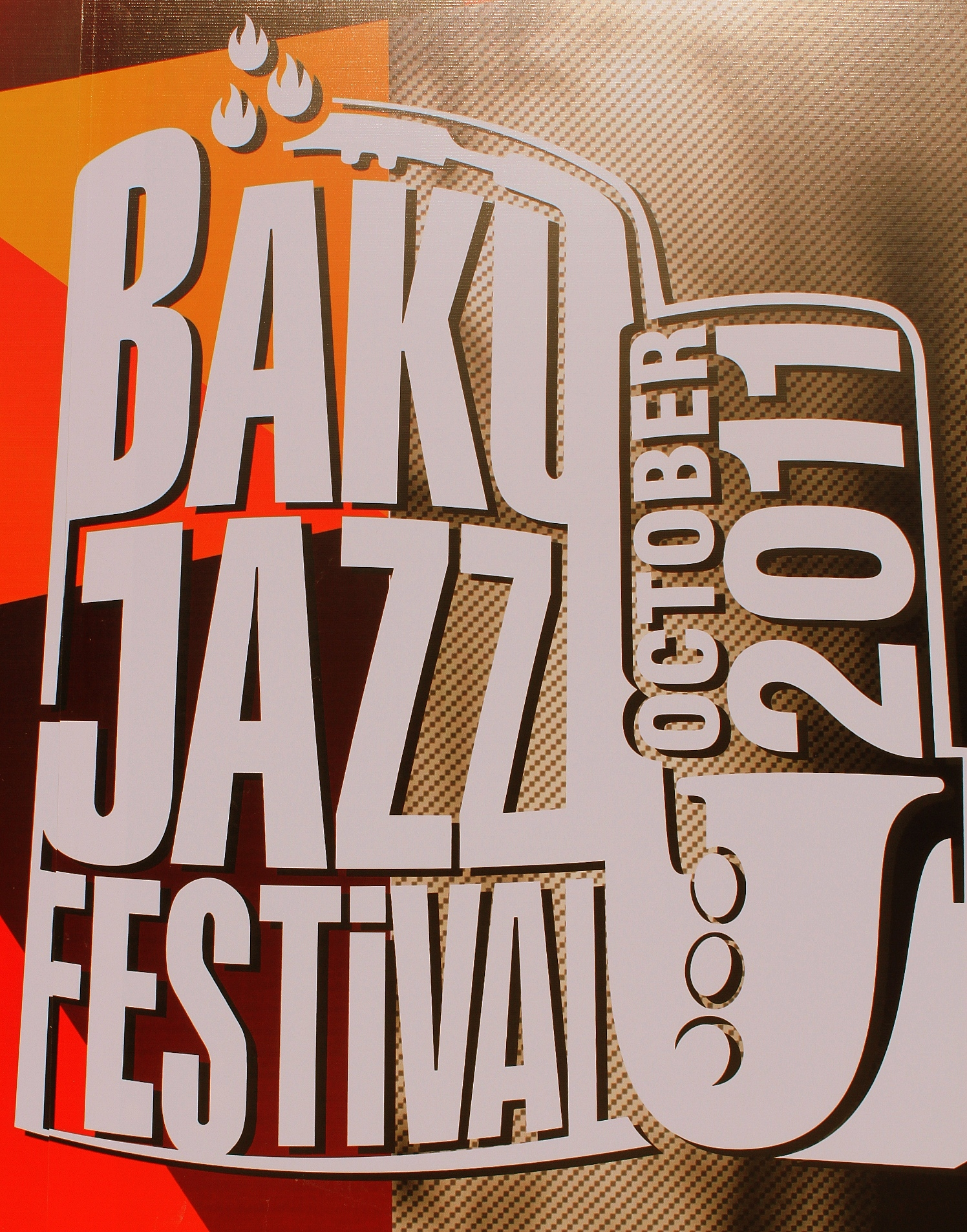
پوستر جشنواره بین‌المللی جاز باکو

جشنواره بین‌المللی جاز باکو (به ترکی آذربایجانی- Bakı Beynəlxalq Caz Festivalı) پروژهٔ فرهنگی می‌باشد، که به ابتکار مشکتر وزارت فرهنگ و گردشگری جمهوری آذربایجان، صندوق فرهنگ آذربایجان و مجله «جهان جاز» تشکیل گردیده‌است. این فستیوال از سال ۲۰۰۵ برگزار می‌گردد. ستارگان برجسته داخلی و خارجی موسیقی جاز همه ساله در این جشنواره حضور می‌یابند.

## در مورد جشنواره
جشنواره بین‌المللی جاز باکو مجمع و فستیوال موسیقی است، که شامل بخش‌هایی همچون تحصیل (سمینارها و دوره‌های مهارت افزایی)، «روز جاز کودکان»، مسابقه (بهترین آوازخوان جاز) نگارخانه‌های هنر و عکس، کنسرت‌های آوازخوانان جاز جهان و غیره … می‌شود.
جشنواره بین‌المللی جاز باکو فرصت خوبی در جهت تقویت و توسعه مشارکت فرهنگی و نیز تدقیق و تحقیق میراث فرهنگی کشورهای جهان فراهم می‌آورد. افزون بر این، جشنوارهٔ مذکور در تلاش است تا از تاریخ جاز آذربایجان که از سوی رجال موسیقی بنام آذربایجانی فرن ۲۰ به وجود آمده‌است، حفاظت نموده و آن را پا بر جا نگه داشته باشد.

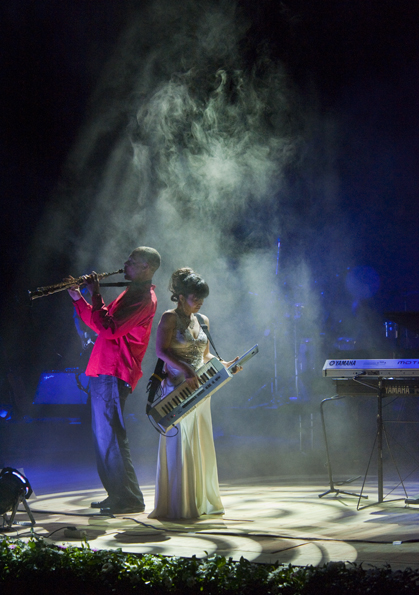
اجرای جاز «کئیکو ماسوی» در فرهنگسرای حیدر علی اف. باکو، جشنواره بین‌المللی جاز باکو، سال ۲۰۱۰

در حاشیه این رویداد فرهنگی، موسیقیدانان کنسرتهایی در مرکز بین‌المللی مقام جمهوری آذربایجان، فیل هارمونیک باکو، فرهنگسرای حیدر علی اف و مرکز جاز باکو اجرا می‌نمایند.
در سال ۲۰۱۶ جشنواره بین‌المللی جاز باکو به عضویت در «اتحاد جاز اروپا» درآمده است.
در این جشنواره که از سال ۲۰۰۵ به‌طور مستمر برگزار می‌شود، موسیقیدانان برجسته داخلی و خارجی شرکت می‌نمایند.